# (32191) 2000 NZ26
2000 NZ26 (asteroide 32191) é um asteroide da cintura principal. Possui uma excentricidade de 0.06111640 e uma inclinação de 0.84837º.
Este asteroide foi descoberto no dia 4 de julho de 2000 por LONEOS em Anderson Mesa.